# Hetermalla dubia
Hetermalla dubia är en kräftdjursart som beskrevs av John Septimus Roe 1972. Hetermalla dubia ingår i släktet Hetermalla och familjen Phaennidae. Inga underarter finns listade i Catalogue of Life.